# Archidekanat dla krajów: bańskobystrzyckiego i żylińskiego
Archidekanat dla krajów: bańskobystrzyckiego i żylińskiego – prawosławny archidekanat w eparchii preszowskiej Kościoła Prawosławnego Czech i Słowacji.
W skład archidekanatu wchodzi 7 parafii:
- Parafia Świętych Apostołów Piotra i Pawła w Bańskiej Bystrzycy
- Parafia Zaśnięcia Matki Bożej w Hontiańskich Moravcach
- Parafia w Novej Bani
- Parafia Wniebowstąpienia Pańskiego w Šumiacu
- Parafia Zesłania Ducha Świętego w Telgárcie
- Parafia św. Michała Archanioła w Zwoleniu
- Parafia Świętego Krzyża w Żylinie

Poza obrębem wymienionych parafii, w kraju żylińskim istnieje prawosławna diaspora zamieszkująca miejscowości: Dolný Kubín, Liptowski Gródek, Liptowski Mikułasz, Martin, Mošovce, Príbovce, Rużomberk, Turany.